# 気候変動と環境危機
『気候変動と環境危機: いま私たちにできること』（きこうへんどうとかんきょうきき: いまわたしたちにできること、The Climate Book）は、環境活動家のグレタ・トゥーンベリの著書。原著の英語版は2022年10月に出版された。英語、ドイツ語、スペイン語、ポルトガル語、イタリア語、フランス語、オランダ語、スウェーデン語、デンマーク語、ノルウェー語を含む多言語に翻訳されている。表紙にはエド・ホーキンズによるウォーミング・ストライプが掲載されている。
本書は100人以上の専門家による短いエッセイからなり、気候危機の原因、影響、課題を分析する。

## 内容と寄稿者
『気候変動と環境危機』は以下の5部で構成されている。
- 第1部 気候のしくみ
  - 寄稿者: ピーター・ブランネン、ベス・シャピロ（英語版）、エリザベス・コルバート（英語版）、マイケル・オッペンハイマー（英語版）、ナオミ・オレスケス、ヨハン・ロックストローム
- 第2部 地球はどう変わっているのか
  - 寄稿者: キャサリン・ヘイホー（英語版）、ジーク・ハウスファーザー、ビョーン・サンセット、パウロ・セッピ、ジェニファー・フランシス（英語版）、フリーデリケ・オットー（英語版）、ケイト・マーベル（英語版）、リカルダ・ヴィンケルマン（英語版）、ステファン・ラームストルフ（英語版）、ハンス＝オットー・ペルトナー、カリン・クヴァレ、ペーター・グライク、ジョエル・ジェルギス、カルロス・ノブレ、ジュリア・アリレイラ、ナターリア・ナシメント、ビバリー・ロー（英語版）、アンディ・パービス、アドリアナ・デ・パルマ、デイヴ・グールソン（英語版）、キース・ラーソン、ジェニファー・スーン、オルジャン・グスタフソン、タムシン・エドワーズ（英語版）
- 第3部 私たちにどう影響するのか
  - 寄稿者: テドロス・アダノム・ゲブレイェソス、アナ・ヴィセド＝カブレラ、ドリュー・シンデル（英語版）、フェリペ・コロン＝ゴンザレス、ジョン・ブロースタイン、デレック・マクファーデン、サラ・マクゴー、マウリシオ・サンティージャ、サミュエル・マイヤーズ、サリームル・フック、ジャクリーン・パターソン、エイブラハム・ラストガーテン、マイケル・テイラー、ヒンドゥー・オウマロウ・イブラヒム、エリン・アナ・ラバ（英語版）、ソニア・グァジャジャラ（英語版）、ソロモン・ショーン（英語版）、沖大幹、マーシャル・バーク、ユージン・リンデン（英語版）
- 第4部 どう対処してきたのか
  - 寄稿者: ケヴィン・アンダーソン（英語版）、アレクサンドラ・ウリスマン・オットー、ビル・マッキベン（英語版）、グレン・ピータース、カール＝ハインツ・エーブ、シモーヌ・ギングリッチ、ニクラス・ヘルストロム、ジェニー・スティーヴンス（英語版）、アイザック・ストッダード、ロブ・ジャクソン、アレキサンダー・ポップ、マイケル・クラーク、ソニア・フェルムーレン、ジョン・バレット、アリス・ガーベイ、ケタン・ジョシ、アリス・ラーキン（英語版）、ジリアン・アナブ、クリスチャン・ブランド、アニー・ロウリー、マイク・バーナーズ＝リー（英語版）、シルパ・カーザ、ニナ・シュラン、ニコラス・スターン、スニタ・ナレイン（英語版）、ジェイソン・ヒッケル（英語版）、アミタヴ・ゴーシュ
- 第5部 いま私たちがしなければならないこと
  - 寄稿者: スチュアート・キャプスティック、ロレイン・ウィットマーシュ（英語版）、ケイト・ラワース、ペール・エスペン・ストークネス（英語版）、ジソン・エシェル、アヤナ・エリザベス・ジャーンソン、ジョージ・モンビオット（英語版）、レベッカ・リグリー、マーガレット・アトウッド、エリカ・チェノウェス（英語版）、マイケル・E・マン（英語版）、セス・クライン、デヴィッド・ウォレス＝ウェルズ（英語版）、ナオミ・クライン、ニコール・ベッカー（英語版）、ディーシャ・ラヴィ（英語版）、ヒルダ・フラヴィア・ナカブイエ（英語版）、ラウラ・ベロニカ・ムニョス、イナ・マリア・シコンゴ、アイシャ・サッディカ（英語版）、ミッチ・ジョネル・タン（英語版）、ワンジラ・マタイ（英語版）、ルカ・シャンセル（英語版）、トマ・ピケティ、オルフェミ・O・タイウォ（英語版）、ロビン・ウォール・キメラー（英語版）